# Афродита Ритимнская
Афродита Ритимнская (др.-греч. Ἀφροδίτη Ῥιθυμνία, дословно «Афродита из Ритимны»), также известная как Афродита Лаппская (др.-греч. Αφροδίτη της Λάππας, дословно «Афродита из Лаппы»), — римская статуя первого века нашей эры, найденная на месте древней Лаппы, где сейчас расположен современный Арьируполис, западный Крит, Греция. Мраморная статуя в натуральную величину изображает Афродиту, греческую богиню любви и чувственности, и копирует другую утраченную греческую скульптуру. В настоящее время она экспонируется в Археологическом музее Ретимнона в Ретимноне, в древности известном как Ритимна.

## История
Статуя была создана примерно во второй половине первого века нашей эры, во время римского периода острова, в древнем городе Лаппа, на месте которого сейчас находится современный Арьируполис.
Скульптура была обнаружена в то время, когда муниципалитет Ретимнона вёл переговоры о приобретении вала городской крепости и превращении его в археологический музей, когда местный житель сообщил местному археологическому эфорату о существовании древней статуи, зарытой глубоко где-то в поместье другого местного жителя. По его словам, владелец земли обнаружил её, когда пытался построить колодец, но снова закопал её и засыпал землёй. С владельцем поместья связались, и вскоре после подписания соответствующих разрешений начались раскопки на участке, хотя поначалу они не увенчались успехом. На восьмой день раскопок была обнаружена мраморная статуя, у которой отсутствовала голова и большая часть правой руки. Потребовалось ещё пять или шесть дней, чтобы найти голову поблизости, тогда как отсутствующая рука так и не была найдена.
Затем статую перевезли в Ретимнон, и со временем она стала выдающимся экспонатом местного Археологического музея (размещённого в бывшей католической церкви, посвящённой Святому Франциску) с инвентарным номером Λ 181. Владелец участка земли, на котором была найдена скульптура, в конечном итоге получил 1500 драхм.

## Описание
Статуя сделана из белого мрамора, её высота составляет 160 сантиметров. Статуя хорошо сохранилась, отсутствует только правая рука ниже локтя. Голова, которая ранее была отломана, была прикреплена к шее.
Афродита стоит на низком прямоугольном основании, её левая нога стоит твёрдо и поддерживает её вес, в то время как правая нога расслаблена и свободно согнута, поза, распространённая в статуях, известных как контрапост. Ее правая нога наступает на спину утки, которая поворачивается, чтобы укусить её длинный хитон. Одеяние Афродиты почти прозрачно, как будто оно мокрое, и обрисовывает её тело. Затем оно небрежно соскальзывает с левого плеча богини, обнажая её левую грудь. Её волосы богато заплетены в «узел Аполлона», а длинные локоны элегантно падают на её плечи, подчёркивая её безмятежное и прекрасное лицо.
Эта римская скульптура является копией с утраченного оригинала. Также было отмечено сходство с Венерой Прародительницой.